# Bory Krajeńskie

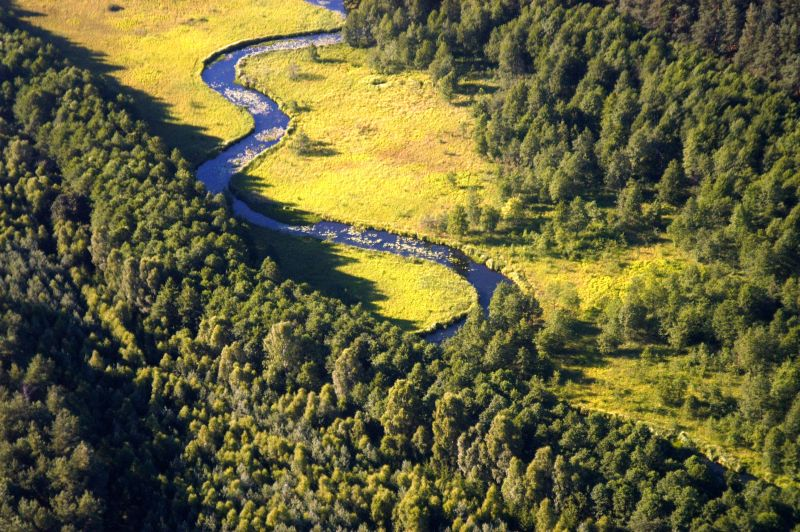
Dolina meandrującej Rurzycy

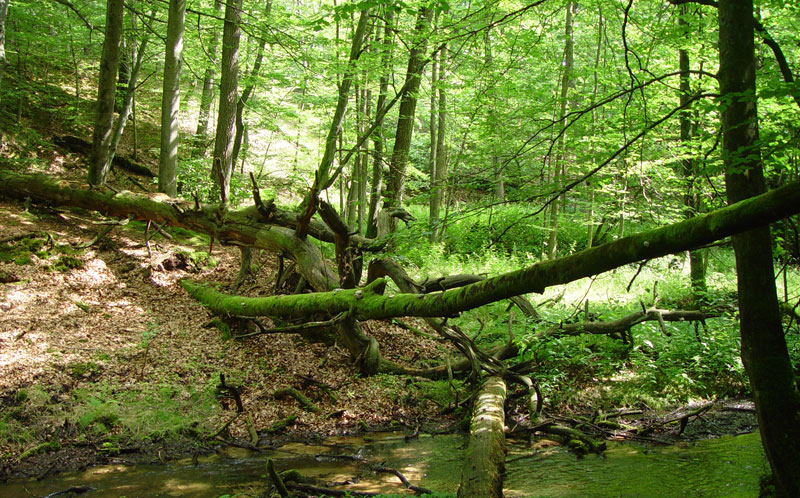
Rezerwat przyrody Diabli Skok

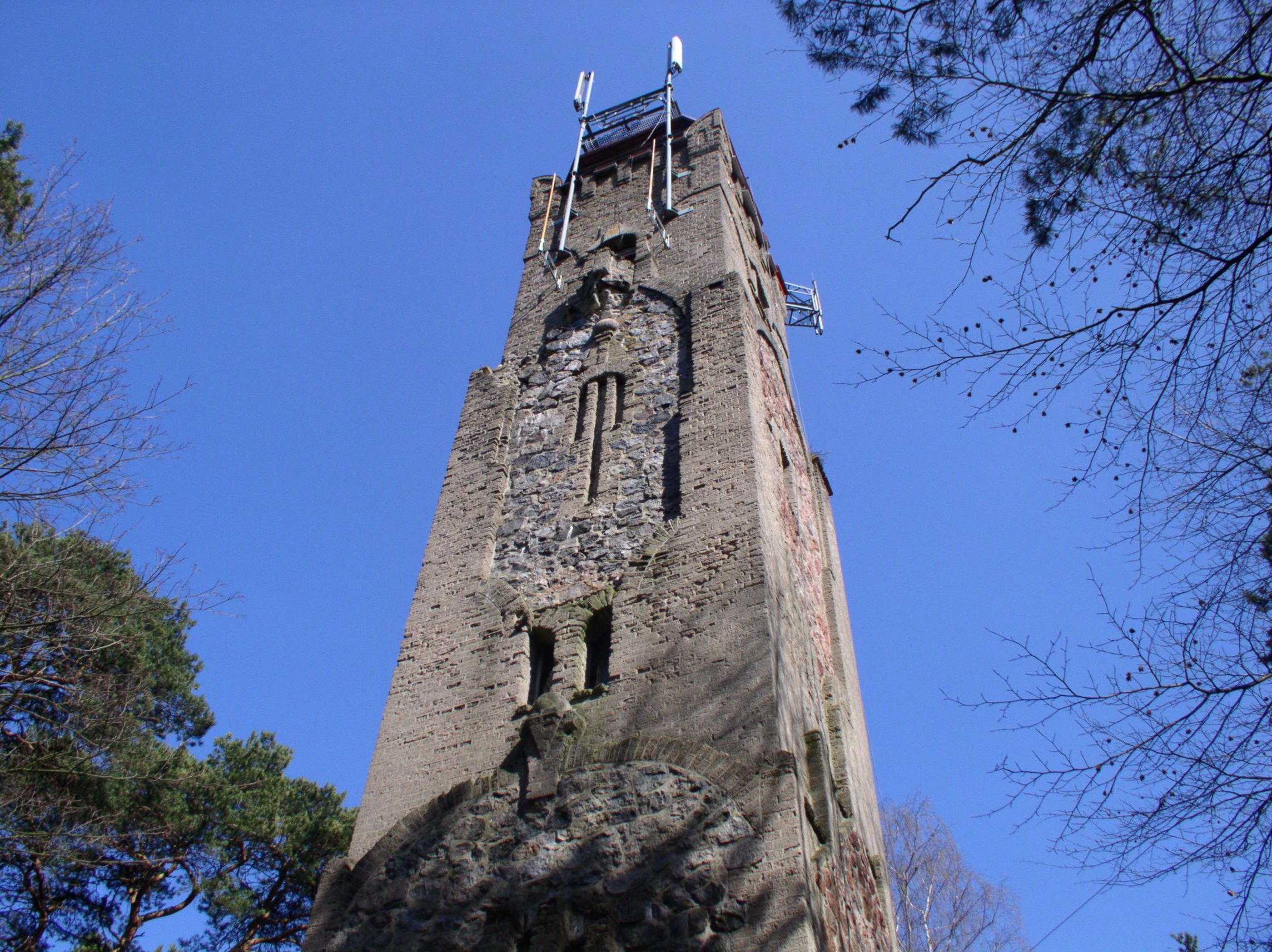
Wieża Tecława w Okonku

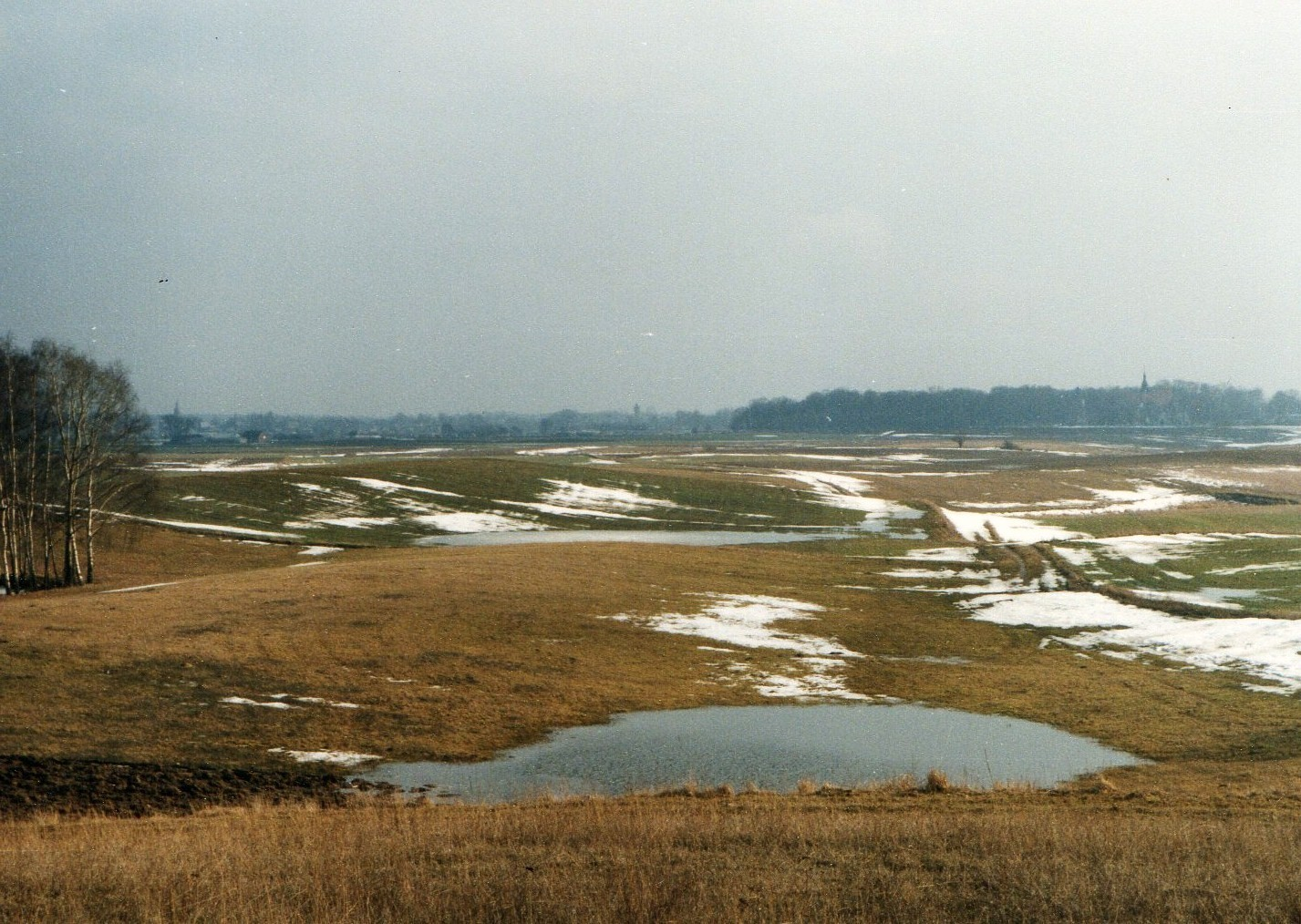
Przedwiośnie pod Łobżenicą

Bory Krajeńskie – kompleks leśny obejmujący lasy Pojezierza Zachodniopomorskiego i Pojezierza Południowopomorskiego z mikroregionami: Pojezierze Wałeckie, Dolina Gwdy i Pojezierze Krajeńskie. Administracyjnie są to województwa: wielkopolskie i zachodniopomorskie. Większość terenów leśnych należy do Lasów Państwowych i leży w nadleśnictwach: Jastrowie, Lipka, Okonek, Płytnica, Zdrojowa Góra i Złotów.

## Powierzchnia
Obszar borów ma powierzchnię ogólną około 68.000 ha, tym 28.000 ha terenów leśnych (około 60% liściastych). Jest to obszar położony na granicy zasięgu występowania buka. Tereny te pokrywają się w dużym stopniu z obszarem Krajeńskiego Parku Krajobrazowego.

## Charakterystyka
Cechami charakterystycznymi dla tutejszej przyrody jest występowanie licznych torfowisk i obszarów małej retencji. Najważniejsze cechy charakterystyczne obszaru to:
- liczne torfowiska przejściowe,
- masowo występujące źródła i torfowiska źródliskowe, przy czym ewenementem w skali polskiego niżu są petryfikujące torfowiska źródliskowe z wciąż zachodzącym procesem tworzenia się trawertynów,
- soligeniczne torfowiska mechowiskowe z reliktowymi gatunkami mchów (mszar nastroszony, błotniszek wełnisty, parzęchlin trójrzędowy, błyszcze włoskowate, sierpowiec błyszczący),
- liczne czyste i słabo przekształcone cieki wodne (np. Rurzyca, Piława, Płytnica, Szczyra, Debrzynka),
- wilgotne łąki z siedliskami storczyków,
- występowanie mokradłowych gatunków kalcifilnych (np. kłoć wiechowata, dziewięciornik błotny, czy nasięźrzał pospolity),
- wysoka różnorodność florystyczna, w tym gatunki rzadkie i cenne, m.in. lipiennik Loesela, skalnica torfowiskowa, sierpowiec błyszczący),
- unikatowe gatunki bezkręgowców[1].

## Ochrona przyrody
Na terenie borów krajeńskich zlokalizowane są następujące formy ochrony przyrody:

### Rezerwaty przyrody
- rezerwat przyrody Czarci Staw (torfowiskowy),
- rezerwat przyrody Diabli Skok (leśny),
- rezerwat przyrody Dolina Rurzycy (krajobrazowy),
- rezerwat przyrody Kozie Brody (torfowiskowy),
- rezerwat przyrody Kuźnik (krajobrazowy)[1].

### Natura 2000
- Dolina Debrzynki (PLH 300047, SSO),
- Dolina Łobżonki (PLH 300040, SSO),
- Dolina Noteci (PLH 300004, SOO),
- Dolina Szczyry (PLH 220066, SSO),
- Nadnoteckie Łęgi (PLB 300003, OSO),
- Ostoja Pilska (PLH 300045, SOO),
- Poligon w Okonku (PLH 300021, SSO),
- Puszcza nad Gwdą (PLB 300012, OSO),
- Uroczyska Kujańskie (PLH 300052, SOO)[1].